# Federico Baistrocchi

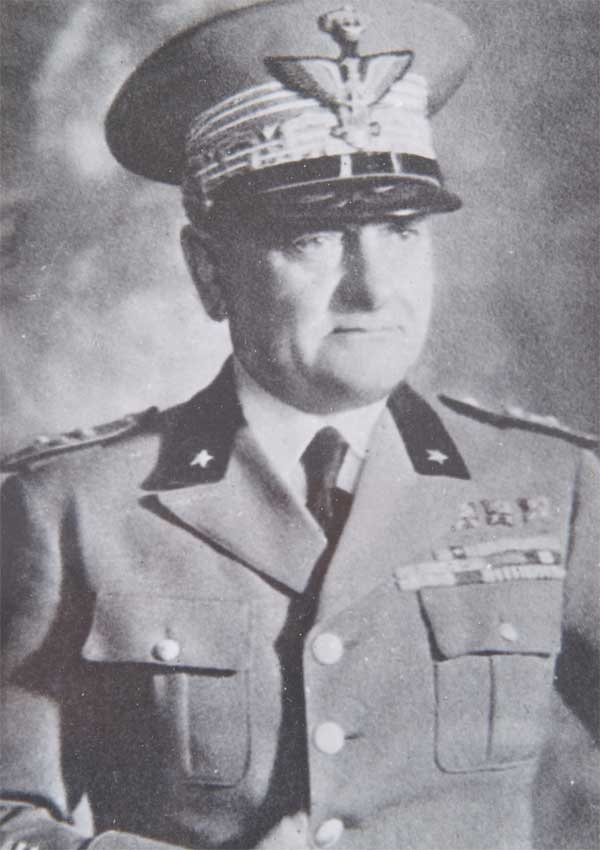
Federico Baistrocchi

Conte Federico Baistrocchi (* 9. Juni 1871 in Neapel; † 31. Mai 1947 in Rom) war ein italienischer Offizier des Königlich Italienischen Heeres und zuletzt designierter Armeegeneral, der unter anderem zwischen 1924 und 1939 Mitglied der Abgeordnetenkammer, von 1933 bis 1936 Unterstaatssekretär im Kriegsministerium sowie zugleich zwischen 1934 und 1936 Chef des Generalstabes des Heeres war. Von 1939 bis 1943 gehörte er ferner dem Senat des Königreichs an.

## Leben

### Offiziersausbildung, Kriegsteilnahme, Zwischenkriegszeit und Mitglied der Abgeordnetenkammer

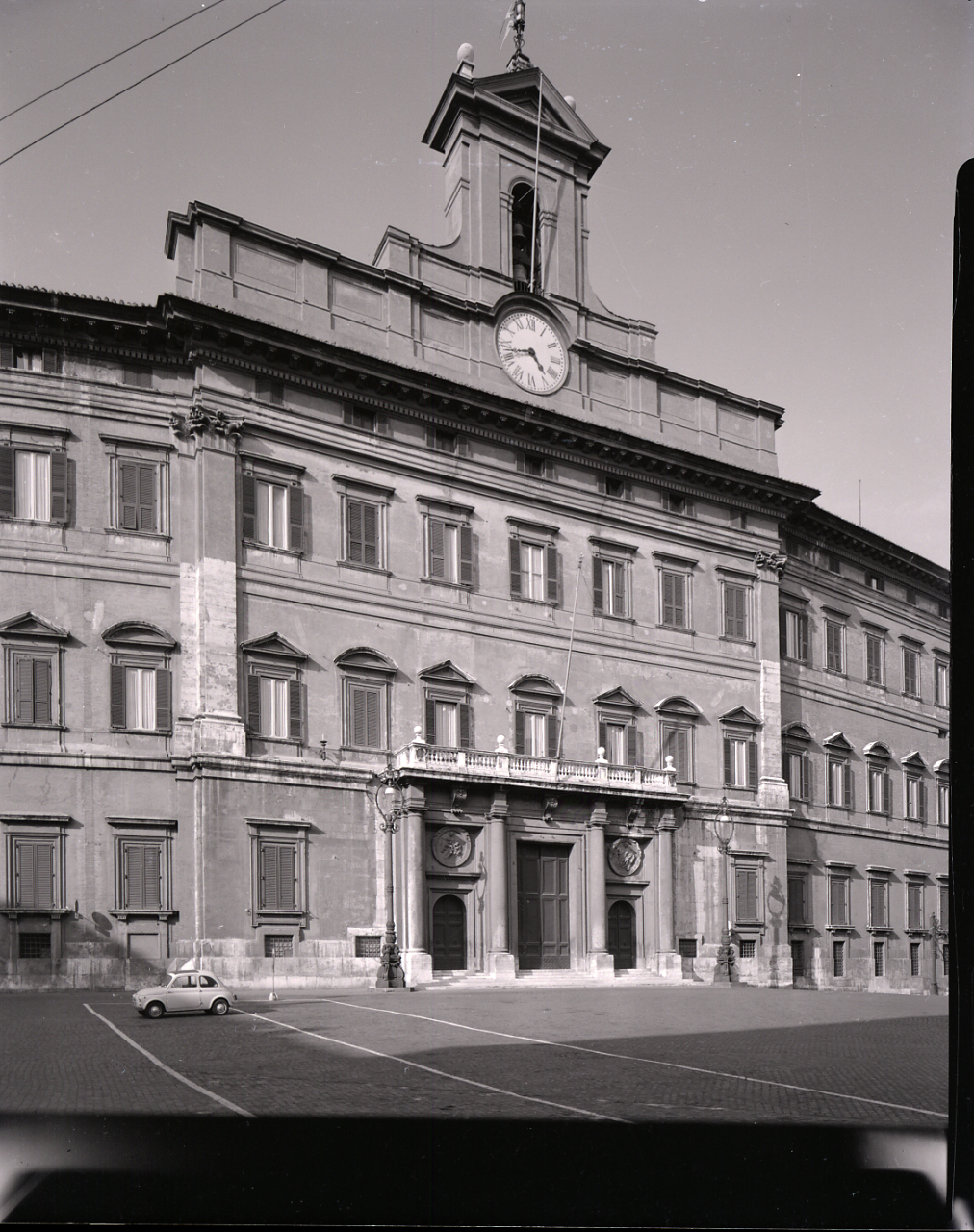
Der Palazzo Montecitorio, Sitz der Abgeordnetenkammer (Camera dei deputati), deren Mitglied Baistrocchi von 1924 bis 1939 war.

Federico Baistrocchi, Sohn des Hauptmanns Achille Baistrocchi und dessen Ehefrau Elvira Santamaria, besuchte die Kadettenanstalt Scuola Militare Nunziatella und begann nach deren Abschluss am 10. Oktober 1883 eine Offiziersausbildung an der Königlichen Akademie für Artillerie- und Ingenieurwesen (Regia Accademia Militare di Artiglieria e Genio) in Turin. Nach deren Abschluss am 3. Oktober 1887 wurde er als Offizier der Artillerie in das Heer (Esercito Italiano) übernommen und fand in der Folgezeit zahlreiche Verwendungen als Offizier und Stabsoffizier. Er nahm am Italienisch-Äthiopischen Krieg (1895 bis 1896), der mit einem Sieg des Kaiserreichs Abessinien endete, sowie am Italienisch-Türkischen Krieg (29. September 1911 bis 18. Oktober 1912) teil, der wiederum mit einem italienischen Sieg endete. Für seine militärischen Verdienste wurde er am 30. Mai 1912 Ritter des Ordens der Krone von Italien sowie am 16. März 1913 auch Ritter des Militärordens von Savoyen. Am 1. Januar 1915 wurde er Sekretär des Militärordens von Savoyen und nahm zwischen 1915 und 1918 auch am Ersten Weltkrieg teil, wobei er für seine Verdienste am 31. Mai 1917 auch zum Ritter des Ordens der hl. Mauritius und Lazarus geehrt wurde. Im weiteren Kriegsverlauf war er zwischen dem 28. November 1917 und dem 18. März 1918 zunächst Kommandeur der Artillerie der 5. Armee (5ª Armata) unter dem Oberbefehlshaber Generalleutnant Settimio Piacentini sowie zuletzt vom 25. Februar bis zum 18. November 1918 Kommandeur der Artillerie der 7. Armee (7ª Armata) unter dem Oberbefehlshaber Generalleutnant Giulio Cesare Tassoni und wurde für seine militärischen Verdienste in dieser Zeit am 13. September 1918 auch Offizier des Ordens der Krone von Italien. Zu Beginn der Zwischenkriegszeit übernahm er 1919 den Posten als Kommandeur der Artillerie des Territorialen Militärkommandos CMT (Comando Militare Territoriale) „Napoli“ und wurde für seine Verdienste am 17. Mai 1919 Offizier des Militärordens von Savoyen, am 8. August 1920 Kommandeur des Ordens der Krone von Italien sowie ferner am 4. Februar 1923 auch Offizier des Ritterordens der hl. Mauritius und Lazarus.
Am 6. April 1924 wurde Baistrocchi auf der Landesliste der Nationalen Faschistischen Partei PNF (Partito Nazionale Fascista) erstmals zum Mitglied der Abgeordnetenkammer (Camera dei deputati) gewählt und gehörte dieser nach seinen Wiederwahlen am 24. März 1929 sowie am 25. März 1934 in der 27. , 28. und 29. Legislaturperiode vom 24. Mai 1924 bis zum 2. März 1939 an.

### Unterstaatssekretär, Chef des Generalstabes und Senator

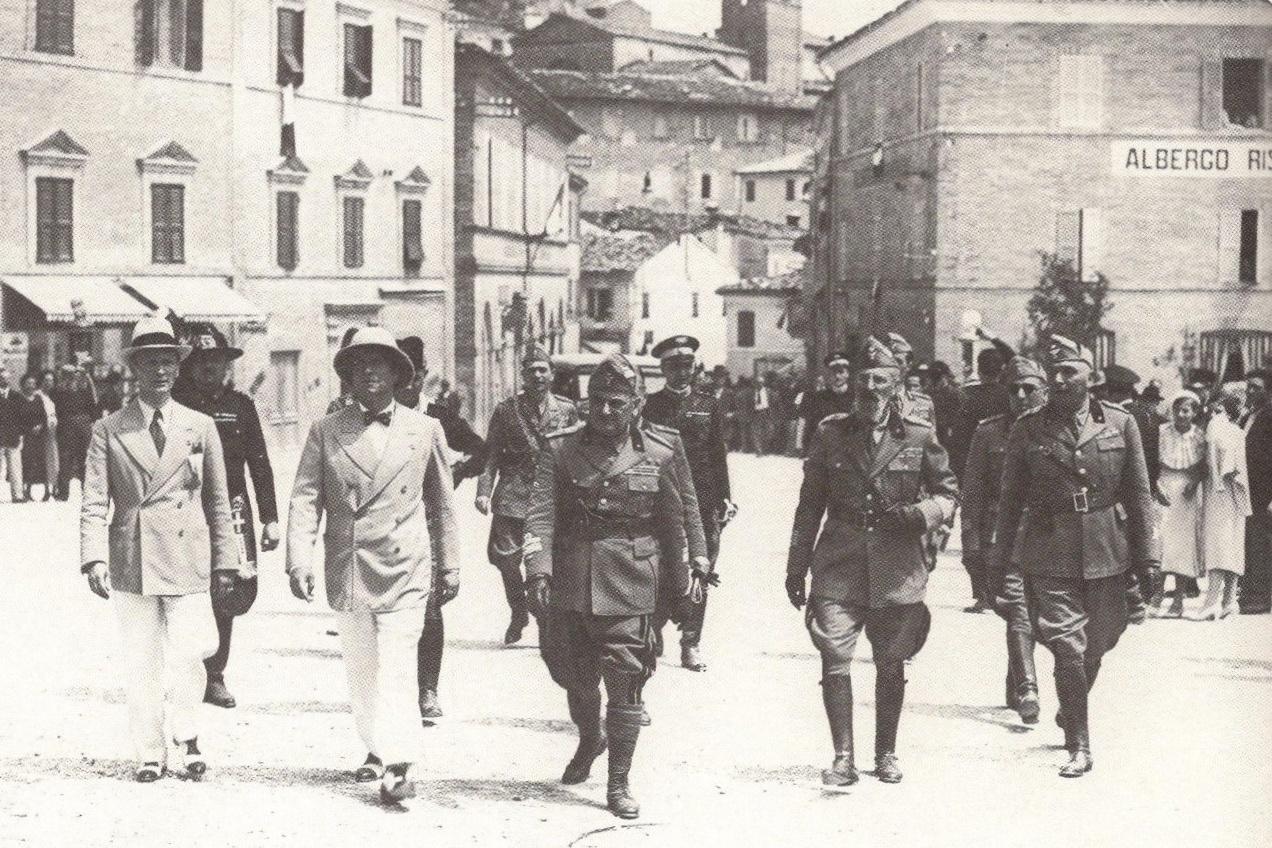
Baistrocchi (Mitte) mit anderen Offizier und Persönlichkeiten bei einem Besuch des 157º Reggimento fanteria „Liguria“ in Sarnano (22. Juli 1934).

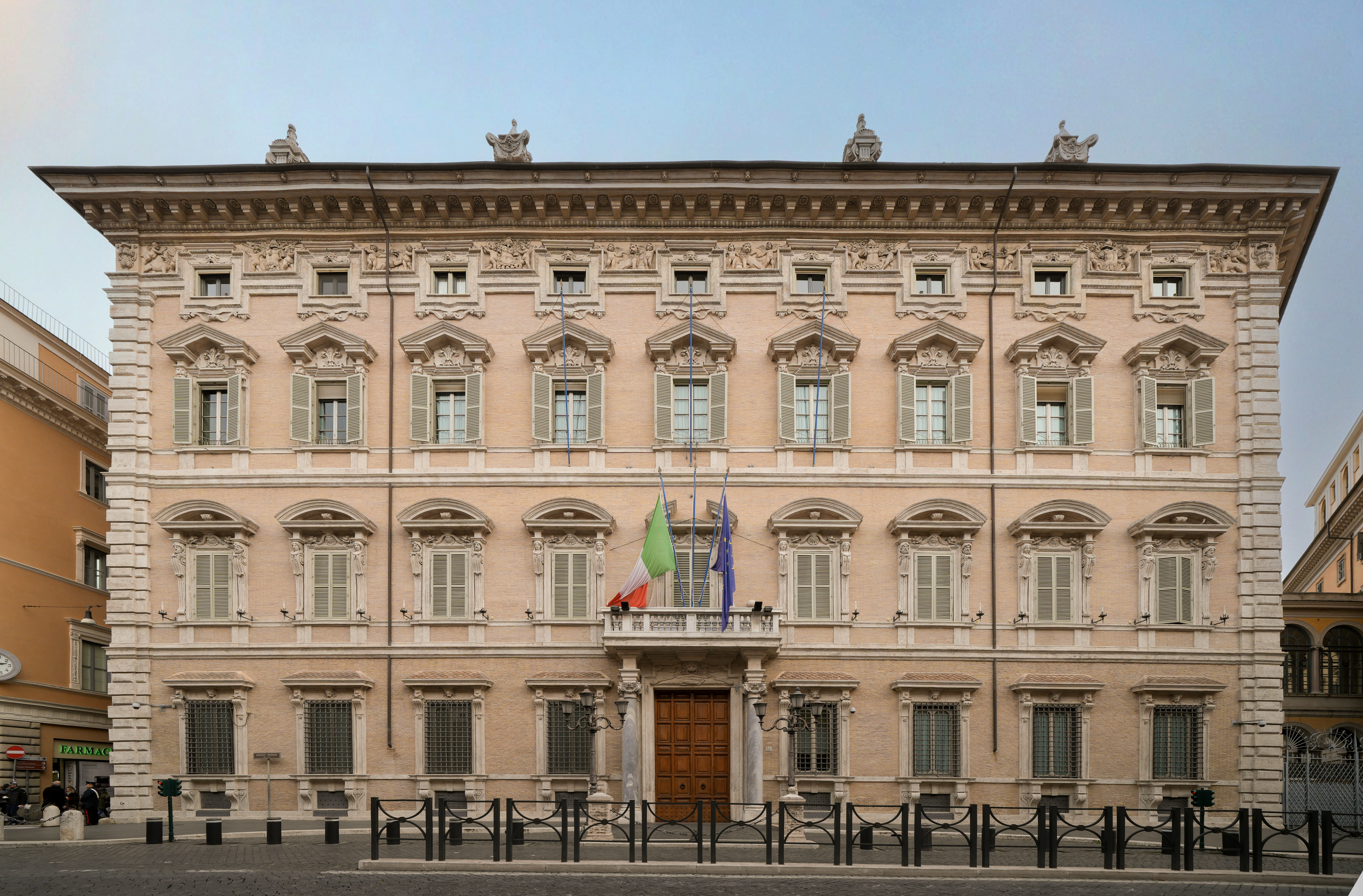
Der Palazzo Madama in Rom war der Sitz des Senats des Königreichs (Senato del Regno), dem Baistrocchi zwischen 1939 und 1943 als Mitglied angehörte.

Er wurde am 20. September 1925 auch Großoffizier des Ordens der Krone von Italien und übernahm nach seiner Beförderung zum Generalmajor (Generale di Divisione) zwischen dem 29. Mai 1926 und dem 2. September 1931 auch den Posten als Kommandeur der 19. Territorialen Militärdivision „Napoli“. Daneben war er während seiner Mitgliedschaft in der Abgeordnetenkammer vom 2. Mai 1929 bis 29. Juli 1939 Mitglied der Kommission zur Prüfung von Budgets und Endabrechnungen des Haushaltsausschusses (Commissione per l’esame dei bilanci e dei rendiconti consuntivi nella giunta generale del bilancio).
Conte Federico Baistrocchi, der am 15. Januar 1931 auch Kommandeur des Ritterordens der hl. Mauritius und Lazarus wurde, übernahm nach seiner Beförderung zum Generalleutnant (Generale di Corpo d’Armata) zwischen dem 2. September 1931 und dem 27. Juli 1933 den Posten als Kommandeur des IV. Korps und erhielt in dieser Verwendung am 20. April 1933 auch das Großkreuz des Ordens der Krone von Italien. Als Nachfolger von Angelo Manaresi übernahm er anschließend am 22. Juli 1933 im Kabinett Mussolini den Posten als Unterstaatssekretär im Kriegsministerium (Sottosegretario di Stato al Ministero della guerra) und war somit bis zu seiner Ablösung durch Alberto Pariani am 7. Oktober 1936 einer der engsten Mitarbeiter von Ministerpräsident Benito Mussolini, der vom 22. Juli 1933 bis zum 25. Juli 1943 auch das Amt des Kriegsministers in seinem Kabinett innehatte. In dieser Funktion war der Kabinettschef im Kriegsministerium, Brigadegeneral Ubaldo Soddu, der wie er ein Gegner von Rodolfo Graziani war, einer seiner engsten Mitarbeiter und er selbst ernannte im Januar 1934 Mario Roatta zum Leiter des militärischen Nachrichtendienst Servizio Informazioni Militare (SIM). Er wurde für seine Verdienste am 14. September 1933 auch Großoffizier des Kolonial-Ordens vom Stern von Italien sowie am 23. Juli 1934 auch Großoffizier des Ritterordens der hl. Mauritius und Lazarus. Neben seiner Tätigkeit als Unterstaatssekretär im Kriegsministerium löste er am 1. Oktober 1934 Generalleutnant Alberto Bonzani als Chef des Generalstabes des Heeres (Capo di Stato maggiore dell’esercito) ab und verblieb auf diesem militärischen Posten bis zum 7. Oktober 1936, woraufhin auch in dieser Funktion General Alberto Pariani seine Nachfolge antrat. Während dieser Zeit wurde er am 28. September 1935 auch Großoffizier der französischen Ehrenlegion und bekam ferner am 2. Januar 1936 das Großkreuz des Ritterordens der hl. Mauritius und Lazarus verliehen. Am 23. Mai 1936 wurde er außerdem mit Wirkung zum 15. April 1936 zum General (Generale designato d’Armata) befördert.
Nach seinem Ausscheiden aus der Abgeordnetenkammer wurde Baistrocchi auf Vorschlag des Präfekten von Neapel, Giovanni Battista Marziali, am 25. März 1939 zum Mitglied des Senats des Königreichs (Senato del Regno) nominiert und gehörte diesem vom 17. April 1939 bis zum Zusammenbruch des italienischen Faschismus am 5. August 1943 an. Während seiner Mitgliedschaft im Senat war er zwischen dem 17. April 1939 und dem 5. August 1943 Mitglied des Ausschusses für die Streitkräfte (Commissione delle forze armate). Wegen seiner Tätigkeiten als Abgeordneter, Unterstaatssekretär und Senator wurde gegen ihn am 7. August 1944 ein Verfahren beim Obersten Gerichtshof für Sanktionen gegen den Faschismus ACGSF (Alta Corte di Giustizia per le Sanzioni contro il Fascismo) eingeleitet. Durch Beschluss vom 30. Oktober 1944 wurde ihm seine Rechte als Senator entzogen. Er wurde allerdings von den gegen ihn erhobenen Vorwürfen am 21. September 1946 freigesprochen und dieses durch ein Urteil des Berufungsgerichts vom 7. August 1948 nach seinem Tode bestätigt. Aus seiner Ehe mit Elvira Nicolini gingen die Kinder Umberto und Adriana hervor. Sein Sohn Umberto Baistrocchi (1900–1998) war ein Pilot und Brigadegeneral der Luftstreitkräfte (Aeronautica Militare).

## Hintergrundliteratur
- Paolo Matucci: Federico Baistrocchi sottosegretario, 1933–1936, 2006, ISBN 978-8-88251-2-484
- Massimo Ascoli: La difesa dei confini. Il generale Federico Baistrocchi e la Guardia alla frontiera, Bacchilega editore, Imola 2014, ISBN 978-8-86942-0-009